# والتر براون (عسكري)
والتر براون (بالإنجليزية: Walter Brown)‏ هو عسكري أسترالي، ولد في 3 يوليو 1885 في New Norfolk ‏ في أستراليا، وتوفي في 28 فبراير 1942 في سنغافورة.